# Admiral Lazarev-klassen
Admiral Lazarev-klassen omfattede to panserskibe til den russiske flåde. Klassen var oprindeligt planlagt med fire skibe, men de to sidste fik et ændret design og omtales derfor som Admiral Spiridov-klassen. Skibene var designet som søgående tårnskibe til tjeneste i Østersøen, og de kan ses som større og mere alsidige enheder end de foregående russiske monitor-typer. De var opkaldt efter prominente russiske admiraler.

## Design
I sin bog om den russiske flåde omtaler Fred T. Jane, at klassens design havde udgangspunkt i den britiske HMS Prince Albert, der dog havde fire kanontårne. Kanontårnene var designet af Cowper Coles, og de tre tårne var fra starten hver bestykket med to glatløbede 23 cm kanoner. Disse kanoner havde meget ringe effekt mod panser, og allerede i 1871 blev hvert tårn i stedet forsynet med en riflet 28 cm kanon. Året før var den oprindelige skonnertrigning blevet fjernet, da nyheden om HMS Captains forlis blev kendt. Skibene ses både omtalt som panserfregatter og som kystpanserskibe, men Silverstone klassificerer dem som søgående tårnskibe.. Lazarev-klassen blev bygget hos Carr og MacPherson i St. Peterborg, på det værft der senere blev kendt som det Baltiske værft ("Baltiysky zavod") og i Sovjettiden som Ordzhonikidze-værftet.

## Skibene
| Navn            | Værft                            | Kølen lagt | Søsat | Indgået | Skæbne                                     |
| --------------- | -------------------------------- | ---------- | ----- | ------- | ------------------------------------------ |
| Admiral Lazarev | Carr & McPherson, St. Petersborg | 1866       | 1867  | 1869    | Udgået 1907 og solgt til ophugning i 1911. |
| Admiral Greig   | Carr & McPherson, St. Petersborg | 1866       | 1868  | 1869    | Udgået 1909 og ophugget                    |

### Admiral Lazarev
Opkaldt efter Mikhail Lazarev (1788-1851), der var en russisk admiral, som udmærkede sig både i søkrig og som deltager i videnskabelige ekspeditioner. Kilderne er noget uenige om skibets byggeperiode: Køllægningen ses angivet som både 1865, 1866 og 1867, mens søsætningen både kan findes som 1867 og 1869. Skibet var oprindeligt færdigt i 1869, men i følge de russiske kilder gik man straks i gang med at bygge om på det, så det i realiteten først var i tjeneste fra 1871. I 1892 blev Admiral Lazarev i flådelisten omklassificeret til kystpanserskib, og senere til skoleskib.

### Admiral Greig
Opkaldt efter Aleksey Greig (1775-1845), der var russisk admiral og deltog i krige mod både Frankrig og Tyrkiet. Kilderne er også her uenige om byggeperioden. Blev ligesom Lazarev senere omklassificeret til kystpanserskib og derefter skoleskib.

## Eksterne links
- Wikimedia Commons har flere filer relateret til Admiral Lazarev-klassen